# Giovanni Battista Bertani

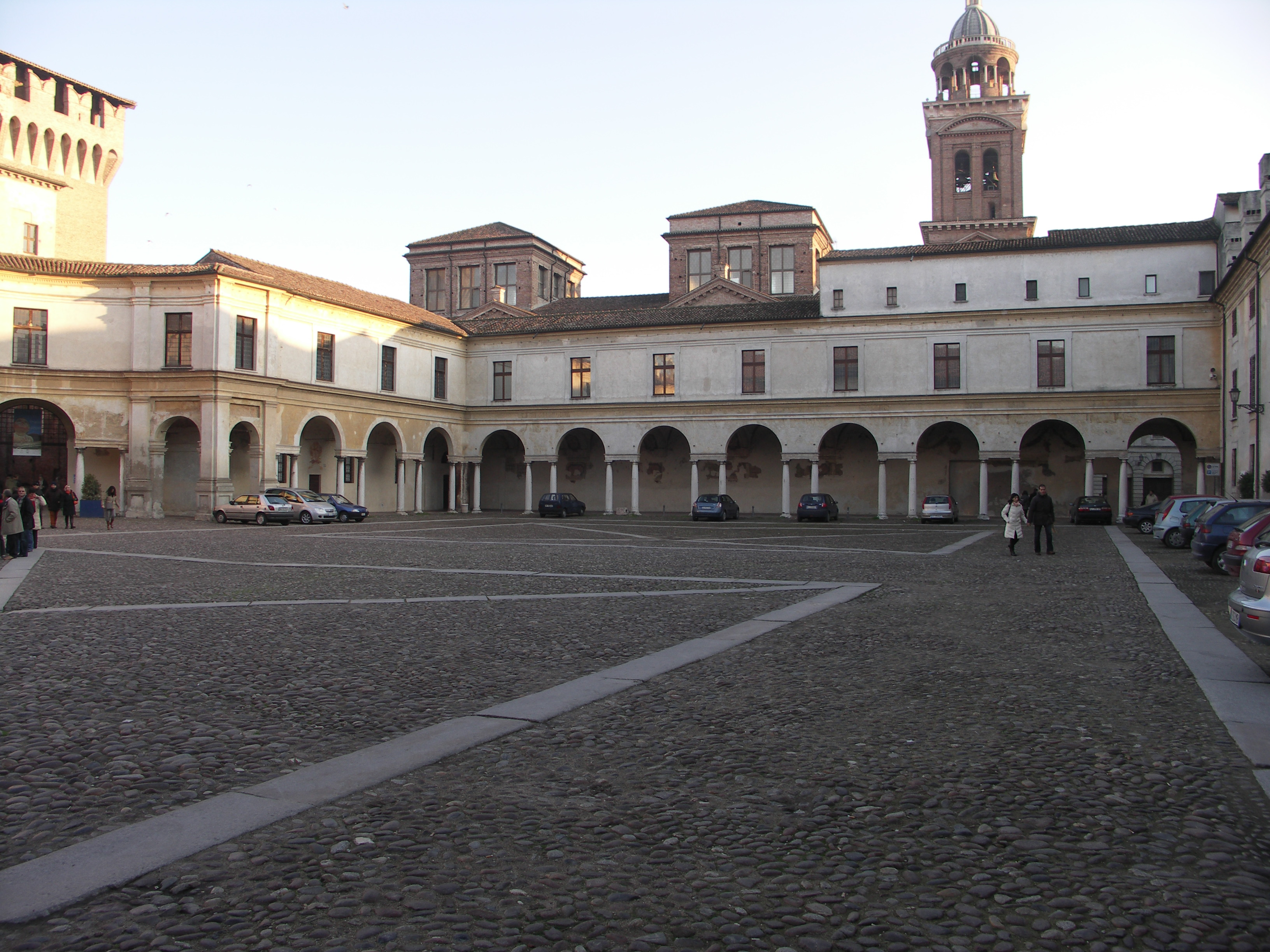
Mantua, Palazzo Ducale: il Prato di Castello und Glockenturm der Kirche Santa Barbara (Giovanni Battista Bertani)

Giovanni Battista Bertani (auch Giovan Battista Bertani oder Bertano, Britanni, Britannio etc.; * um 1516 in Mantua; † 2. April 1576) war ein italienischer Maler und Architekt des Manierismus.

## Leben
Giovanni Battista Bertani war Sohn von Egidio und Schüler von Giulio Romano in Mantua. Das Datum seiner Geburt, 1516, das sich aus dem Dokument ergibt, in dem sein Tod im Jahr 1576 vermerkt ist und in dem es heißt, dass er sechzig Jahre alt war, muss wahrscheinlich um einige Jahre vorverlegt werden, da er im Jahr 1531 Zahlungen für Gemälde erhielt (...) Bereits 1531 wurde er für einige Dekorationen an der Fassade der Palazzina della Paleologa bezahlt. Dann setzte er seine Arbeit fort, als er 1549, bereits Direktor der Dom-von-Mantua-Fabrik, drei Jahre nach dem Tod des Meisters, zum Prefetto delle fabbriche ducali ernannt wurde, ein Amt, das er bis zu seinem Tod im Jahr 1576 innehatte. Sofort wurde er mit dem Bau des ersten Hoftheaters (1549) betraut, das im Jahr 1588 durch einen Brand zerstört wurde. Für dieses Werk, das eine perspektivische Szene vorsah, ließ er sich von den Regeln von Sebastiano Serlio inspirieren, einem der führenden Architekturtheoretiker der Renaissance und großen Gelehrten des Vitruvs wie Bertani selbst, der 1558 in Mantua die Abhandlung Degli oscuri e difficili passi dell’opera ionica di Vitruvio di latino in volgare ed alla chiara intelligentia tradotti et con le sue figure a luochi suoi veröffentlichte, die er dem Kardinal Ercole Gonzaga widmete.

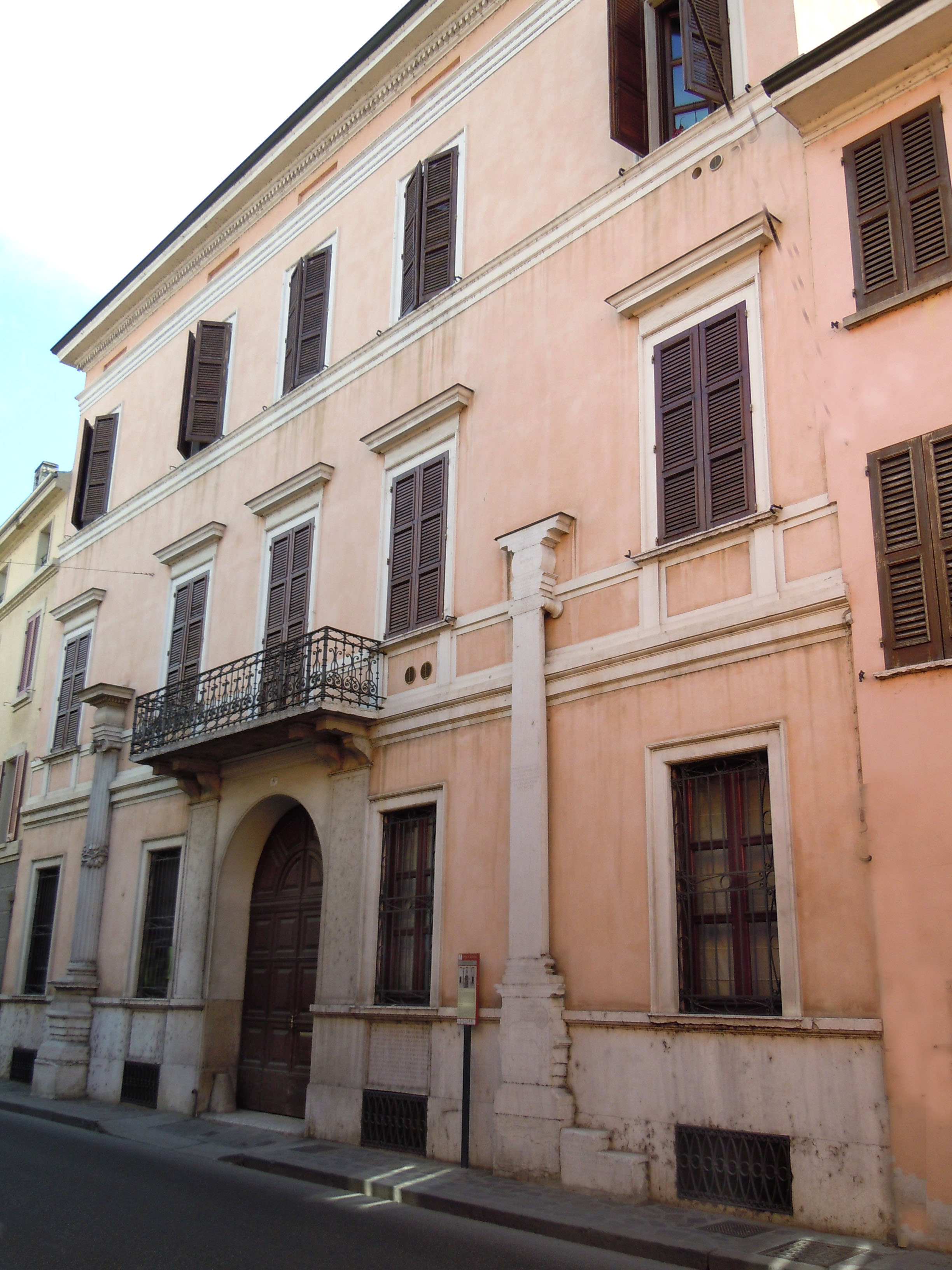
Mantua, Haus Bertani

An der Fassade des Hauses Bertani in der Via Trieste 8 befinden sich zwei Tafeln mit Kommentaren zu Texten von Vitruv unter den Fenstern und zwei ionische Marmorsäulen zu beiden Seiten der Eingangstür, von denen eine im Querschnitt erhalten ist. Unter der herzoglichen Regierung von Guglielmo Gonzaga wurde Bertani mit der Renovierung der herzoglichen Wohnungen im Palazzo Ducale beauftragt und erhielt von Guglielmo Gonzaga den Auftrag zum Entwurf und Bau (1563–1570) der Basilika Palatina di Santa Barbara. Von ihm stammt auch der Glockenturm (1566) mit einer Kuppel, die von Marmorsäulen im dorischen Stil getragen wird. Er entwarf und baute den Innenhof der Cavallerizza, indem er das architektonische Motiv, das Giulio Romano, für die Fassade des Palazzo Rustica verwendet hatte, auf alle Seiten des Hofes ausdehnte.
Im Jahr 1567 wurde Bertani von der Inquisition wegen Ketzerei verhaftet. Er wurde zusammen mit anderen Mitgliedern des herzoglichen Hofes beschuldigt, dem Protestantismus anzuhängen, und gezwungen, am 16. Mai 1568 in der Kirche von San Domenico öffentlich abzuschwören. Nach Beendigung des Prozesses setzte Herzog Wilhelm ihn jedoch sofort wieder als Präfekt der herzoglichen Fabriken ein.

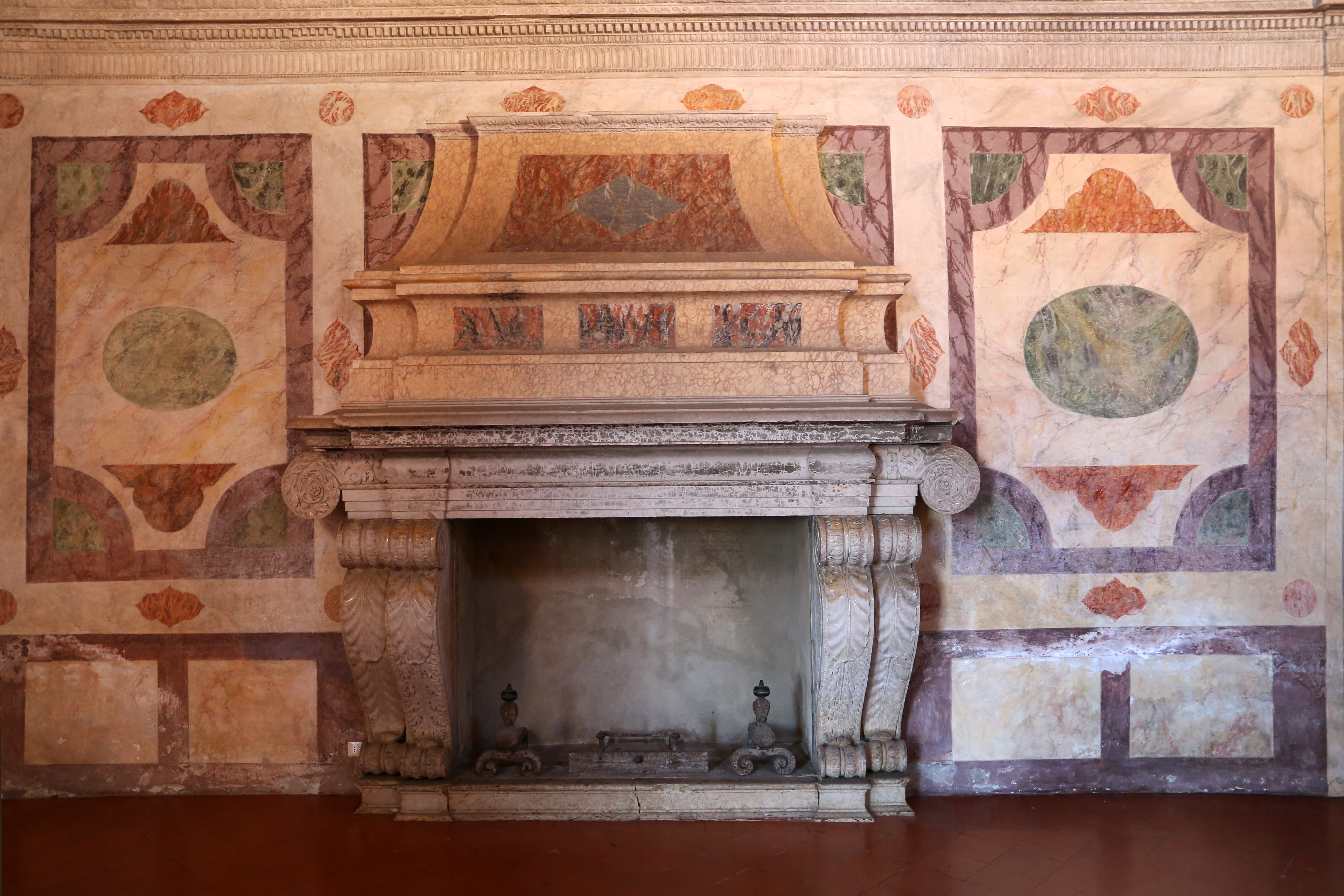
Giovan Battista Bertani, Kaminverzierung, Camera dei Capitani, Palazzo Ducale, Mantua